# Pierre Pleimelding
Pierre Pleimelding (* 19. September 1952 in Laxou; † 1. Mai 2013 in Colmar) war ein französischer Fußballspieler und -trainer.

## Als Spieler im Verein

### Anfänge unter der Regie des Vaters (bis 1974)
Der 181 Zentimeter große Stürmer Pleimelding, Sohn des früheren Nationalspielers René Pleimelding (1925–1998), war gegen Ende der 1960er-Jahre Mitglied der Jugendabteilung der AS Nancy, deren erste Mannschaft von seinem Vater trainiert wurde. Als Vater René 1970 den Zweitligisten Troyes AF übernahm, folgten ihm sowohl Pierre als auch dessen älterer Bruder Gérard Pleimelding (* 1949). Der damals gerade 18-Jährige Pierre erhielt fortan regelmäßig das Vertrauen seines Vaters und verbuchte in seinem ersten Jahr 15 Saisoneinsätze in einer Mannschaft, die den Abstieg nur knapp abwenden konnte. René musste sein Amt aufgeben und ging zum elsässischen Amateurklub SR Colmar, wohin Pierre daraufhin ebenfalls wechselte.
Bei Colmar konnte sich der junge Spieler etablieren, doch der Traum von einer dauerhaften Laufbahn als Profi schien in dieser Zeit vorbei. Doch dann überzeugte er spielerisch und insbesondere als Torschütze sehr, woraufhin er 1974 ein Angebot des Erstligisten AS Monaco erhielt.

### Erste Liga mit Monaco und Lille (1974–1981)
Nachdem er im Sommer 1974 aus dem Amateurlager direkt in die höchste französische Spielklasse gewechselt war, belegte der Angreifer in der Rangordnung der Stürmer bei Monaco hinter Delio Onnis, Christian Dalger und Michel Rouquette zunächst nur den vierten Platz, kam aber dennoch sehr häufig zum Zug. In Hinsicht auf seine Torerfolge konnte er in seinen Jahren bei Monaco hingegen kaum überzeugen, da er in drei Jahren lediglich acht Mal traf. 1976 musste er überdies den Abstieg in die Zweitklassigkeit hinnehmen. Dem folgte 1977 zwar der direkte Wiederaufstieg, doch Pleimelding besaß in seinem Team keine Perspektive auf einen dauerhaften Stammplatz und nahm daher im Aufstiegsjahr ein Vertragsangebot des Zweitligisten OSC Lille an.
Bei Lille behauptete sich Pleimelding gegen den luxemburgischen Nationalstürmer Gilbert Dussier und erkämpfte sich so einen Stammplatz an der Seite von Žarko Olarević und Jean-Paul Delemer. Gleichzeitig wurde er im Anschluss an seinen Wechsel erheblich torgefährlicher, traf in der Spielzeit 1977/78 zwölf Mal und leistete dadurch seinen Beitrag zum Aufstieg in die Erstklassigkeit. Mit dem Aufstieg wurde die Offensivabteilung durch Roberto Cabral verstärkt. Die Saison 1978/79 wurde für Pleimelding zur wohl besten seiner Karriere, da er neben einem sechsten Tabellenrang mit Lille und einer Berufung in die Nationalelf auch den persönlichen Bestwert von 21 Toren in der Liga erreichte. Daran konnte er 1980/81 anknüpfen, als er 18 Mal traf, was hinter Delio Onnis und Erwin Kostedde zum dritten Rang in der Torjägerstatistik reichte. Zu dieser Zeit war er derart unangefochten, dass er zwischen 1979 und 1981 keine einzige Partie verpasst hatte. Trotz allem entschied er sich 1981 auf dem Höhepunkt seiner Laufbahn, Lille zu verlassen und ging den Weg ins Ausland, indem er beim Schweizer NLA-Verein Servette FC Genève unterschrieb.

### Letzte Jahre bei verschiedenen Stationen (1981–1985)
Mit dem Servette FC belegte er in der Abschlusstabelle von 1982 den zweiten Platz in der Schweizer Meisterschaft, hatte zu dem guten Abschneiden der Mannschaft jedoch lediglich neun Tore beigetragen und war somit eher unauffälliger Bestandteil einer starken Offensive geblieben. Hinzu kamen Probleme mit der lokalen Mentalität, die ihn nach einem Jahr in der Schweiz zur Rückkehr nach Frankreich bewogen. Einen neuen Arbeitgeber fand er im Zweitligisten AS Cannes, der dank einiger großer Namen als Aufstiegskandidat galt. Letztlich reichte es 1982/83 aber nur für den siebten Tabellenplatz und Pleimelding war mit zwölf Toren bester Torschütze des Teams, doch war eine deutliche Distanz zu seinen besten Jahren bei Lille spürbar.
1983 wechselte er zum ebenfalls zweitklassigen FC Mulhouse. Bei diesem spielte er eine Saison lang regelmäßig, auch wenn ihm nur zwei Treffer gelangen, und erfuhr 1984 vom neu geholten Trainer Raymond Domenech, dass dieser nicht weiter mit ihm plante. Er stand allerdings weiterhin im Kader, bis er 1985 mit 32 Jahren nach 157 Erstligapartien mit 57 Toren und 108 Zweitligapartien mit 31 Toren in Frankreich sowie 27 Erstligapartien mit neun Toren in der Schweiz seine Profilaufbahn beendete.

## Nationalmannschaft
Pleimelding war 26 Jahre alt, als er am 8. November 1978 bei einem 1:0-Sieg gegen Spanien zu seinem Debüt für die französische Nationalelf kam. Er stand dabei in der Startformation, blieb ohne eigenen Torerfolg und wurde in der 57. Spielminute durch Albert Gemmrich ersetzt. Das Freundschaftsspiel blieb die einzige Begegnung, die er für sein Land bestreiten durfte.

## Trainerlaufbahn
Direkt im  Anschluss an das Ende seiner Profilaufbahn ging Pleimelding 1985 zum Amateurverein SAS Épinal und übernahm eine Rolle als Spielertrainer. 1986 gab er das aktive Spielen auf und widmete sich fortan nur noch der Trainertätigkeit. Er erwies sich als erfolgreicher Coach, verhalf der Elf 1990 zum Aufstieg in die zweite Liga und hielt mit ihr zwei Mal die Klasse, bevor er 1993 den Abstieg nicht mehr verhindern konnte und sich gleichzeitig aus Épinal verabschiedete. 1994 erhielt er den Trainerposten bei der ivorischen Nationalelf, nahm mit dieser an der Afrikameisterschaft 1996 teil, doch das Scheitern in der Vorrunde kostete ihn den Job. Er kehrte daraufhin nach Frankreich zurück, fand im Profibereich aber keine Anstellung und trainierte daher den Amateurklub FCSR Haguenau. 2003 gab er das Amt auf und zog sich bis auf eine Beratertätigkeit bei der AS Sundhofen aus dem Fußball zurück. Pleimelding starb 2013 im Alter von 60 Jahren an den Folgen eines Herzinfarktes.